# Борщёвка (Рыбинский район)
Борщёвка — деревня Арефинского сельского поселения Рыбинского района Ярославской области.
Деревня расположена на левом берегу небольшой реки Дектярка недалеко от её впадения (слева) в реку Ухра. Деревня выстроена в одну улицу, вдоль реки Дектярка. По южной околице Борщевки, пересекая Дектярку, проходит автомобильная дорога из Рыбинска к центру сельского поселения, селу Арефино, которое расположено к востоку и выше по течению Ухры примерно на расстоянии 2 км (по прямой). Западнее Дегтярки протекает река Кошка, также левый приток Ухры. Её устье находится на расстоянии около 1 км к северо-западу от Борщевки. В устье Кошки стоят две деревни: Суриново расположено в непосредственной близости от Борщевки, вторая деревня Козицино отделена от Борщевки рекой Кошка. Вокруг перечисленных деревень, вдоль реки сельскохозяйственные угодья, но выше по течению реки Дектярка и её притоков, на юг от Дектярки обширный лесной массив .
Деревня Борщевка обозначена на плане Генерального межевания Рыбинского уезда 1792 года.
На 1 января 2007 года в деревне Борщевка числилось 7 постоянных жителей . Почтовое отделение, расположенное в центре сельского поселения селе Арефино обслуживает в деревне Борщевка 20 домов .